# Cédric Vasseur
Pour les articles homonymes, voir Vasseur.
Cédric Vasseur, né le 18 août 1970 à Hazebrouck (Nord), est un coureur cycliste français, professionnel de 1994 à 2007. Il est devenu ensuite consultant dans les médias, puis manager général de l'équipe Cofidis depuis le 26 octobre 2017.

## Biographie
Cédric Vasseur est le fils d’Alain Vasseur, ancien coureur cycliste français (vainqueur d’une étape sur le Tour de France 1970).
Il a fait des études d'ingénieur (HEI, à Lille), interrompues pour devenir cycliste professionnel.

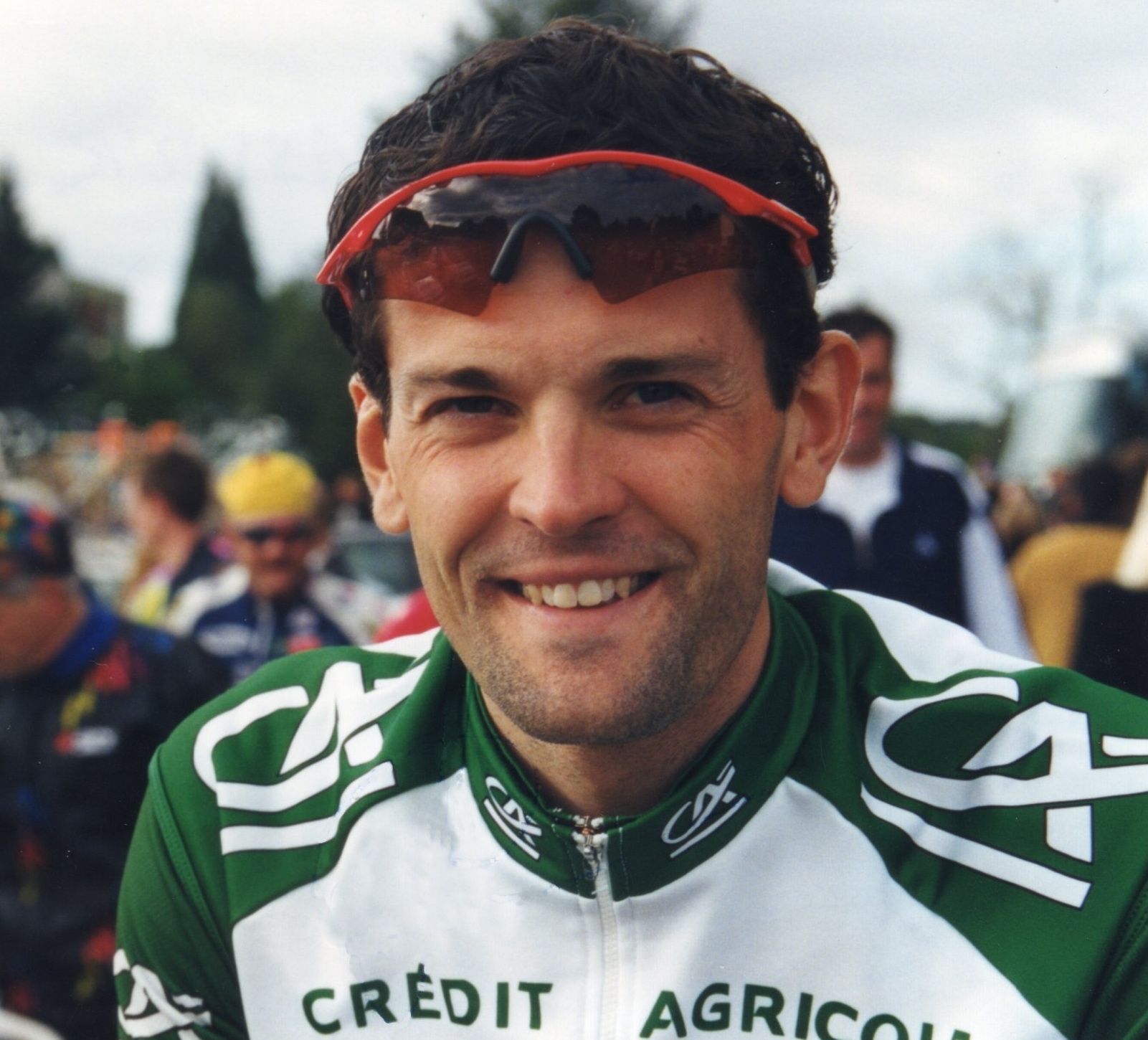
Cédric Vasseur en octobre 1999.

## Carrière cycliste

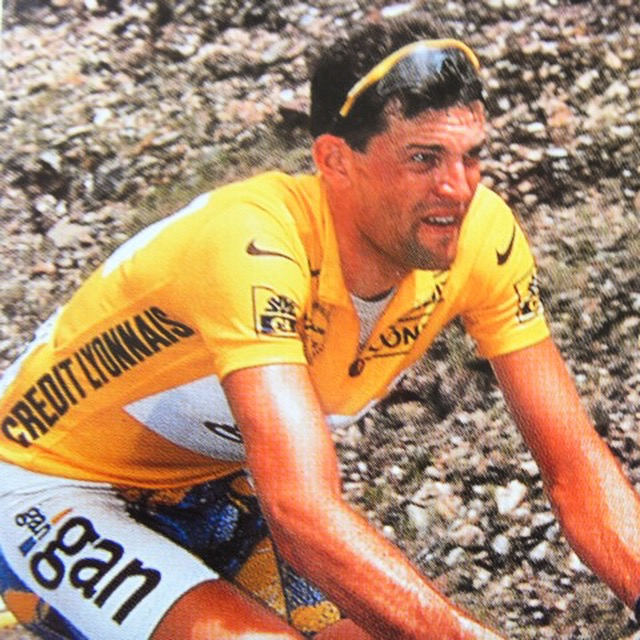
Cédric Vasseur avec le maillot jaune sur le Tour de France 1997.

### Début de carrière: victoire d'étape et maillot jaune sur le Tour 1997
Cédric Vasseur commence sa carrière professionnelle en juillet 1994 dans l'équipe Novemail. Il rejoint l'équipe Gan en 1995 qui devient ensuite Crédit agricole en aout 1998. En 1997, il remporte sa première grande victoire, la 5e étape du Tour de France après une échappée en solitaire. Il s'empare ainsi du maillot jaune qu'il conserve pendant cinq jours, jusque dans les Pyrénées. 

### Expérience contrastée au sein de l'US Postal
Au cours des saisons 2000 et 2001, il rejoint l'équipe américaine US Postal Service à la demande de Lance Armstrong qui souhaitait recruter un coureur français dans son équipe. Il participe au Tour de France 2000, qui se conclut par la victoire d'Armstrong. Celui-ci sera cependant déclassé pour dopage plusieurs années après. Cependant, son exclusion de l'équipe du Tour de France en 2001 le conduit à rejoindre l'équipe française Cofidis. Il a cité des différences personnelles avec la star de l'équipe Lance Armstrong, qui a été largement citée dans les publications cyclistes françaises. En 2012, à la suite de la publication du mémo de l'USADA qui prouve les pratiques de dopage de Lance Armstrong, il a expliqué qu'il avait été exclu en raison de son refus de participer au programme de dopage d'Armstrong. En octobre 2012, il déclare : « Inutile de rappeler que je n'ai rien à voir dans cette organisation à qui je dois fort probablement ma non-participation au Tour 2001 »

### Affaire Cofidis
En 2004, Vasseur est arrêté en raison de soupçons d'infractions de dopage avec plusieurs autres coureurs de l'équipe Cofidis, notamment David Millar, alors champion du monde du contre-la-montre. Il est mis en examen le 1er avril 2004 pour infraction à la législation sur les stupéfiants et acquisition et détention de substances vénéneuses, connaît plusieurs rebondissements liés à des dysfonctionnements au sein des services de police.
Une analyse d'échantillons de cheveux prélevés lors de son interpellation en janvier révèle des traces de cocaïne. Ce résultat est cependant infirmé par une contre-expertise effectuée en février, et par une troisième expertise ordonnée par le juge Pallain en mai. La mise en examen, ainsi que la première analyse capillaire, sont annulées en octobre. En décembre, une analyse ADN révèle que les cheveux sur lesquels avaient été trouvées des traces de cocaïne ne sont pas ceux de Cédric Vasseur.
Entretemps, une expertise graphologique a conclu à la falsification des procès-verbaux des dépositions de Cédric Vasseur en janvier, ceux-ci comportant « cinq imitations de la signature de M. Vasseur par une personne en connaissant l'aspect général ». Cette falsification a valu à un policier de la brigade des stupéfiants une peine de dix mois de prison avec sursis pour faux.
Cependant, Vasseur s'est vu interdire de participer au Tour de France 2004 puisque l'enquête n'était pas terminée au moment où la course avait commencé. Il déclare alors : « Il est regrettable de voir qu'un coureur cycliste n'a pas les mêmes droits qu'une personne normale, dit-il. De quel droit un mis en examen n'a-t-il pas le droit d'exercer son métier ? À moins d'avoir une preuve de culpabilité avérée contre elle, toute personne a droit au respect. Aujourd'hui, ce droit est bafoué. ».

### Fin de carrière: deuxième victoire d'étape sur le Tour
En 2007, il remporte une nouvelle victoire sur le Tour de France à Marseille en s'imposant au sprint devant un autre Français, Sandy Casar, à l'issue d'une échappée réduite à cinq coureurs. 
Cédric Vasseur dispute sa dernière course professionnelle à l'occasion du Tour de Lombardie 2007.

## Après et en dehors du cyclisme
Le 19 octobre 2007, il est élu à la présidence de l'association internationale des coureurs cyclistes professionnels. Il en démissionne en novembre 2009.
En 2011, il devient consultant pour le groupe Amaury Sport Organisation (ASO) sur La Etapa Argentina by Le Tour de France et sur le Tour de Pékin.
De 2008 à 2012, il est consultant auprès de la RTBF pour les retransmissions cyclistes de la chaîne de télévision belge. Il y est responsable des classiques et du Tour de France. 
Il commente aussi le cyclisme sur France Télévisions de 2009 à 2017. Vasseur y intervient pour remplacer Laurent Jalabert aux championnats du monde (2009, 2010, 2011, 2012 et 2013), aux Jeux olympiques 2012 (où Jalabert est présent en tant que sélectionneur national de l'équipe de France de cyclisme sur route) et au Critérium international 2013, au Tour des Flandres 2013, à la Flèche wallonne 2013. Il intervient également lors des Quatre Jours de Dunkerque. En 2013, son rôle sur France Télévisions s’accroît en commentant Paris-Roubaix en tant que « consultant moto » et le Tour de France comme consultant principal avec Thierry Adam. De 2014 à 2017, il retrouve la place de « consultant moto » pour les plus grandes épreuves (Tour de France, Paris-Roubaix ou le Critérium du Dauphiné).
Parallèlement à son travail pour la chaîne publique, Vasseur est de 2013 à 2017 le consultant cyclisme beIN Sports, aux côtés de Emmanuel Barth. Il commente le calendrier italien avec notamment Tirreno-Adriatico, Milan-San Remo et le Tour d'Italie, ainsi que le Tour Down Under et le Tour du Qatar. En 2017, beIN Sports arrête de retransmettre des courses cyclistes.
Il intervient régulièrement dans le monde de l'entreprise comme conférencier. Il est aussi l'ambassadeur de la fondation de recherche DigestScience.
Il devient le 25 octobre 2017 le nouveau manager général de l'équipe cycliste française Cofidis en lieu et place d'Yvon Sanquer. L'équipe sortait d'une saison 2017 difficile.

## Palmarès

### Palmarès amateur
- 1990
  - Circuit de la Vallée de l'Aa
- 1991
  - 3e du Tour d'Eure-et-Loir
- 1992
  - Internatie Reningelst
- 1993
  - 5e étape du Tour de Franche-Comté
  - 1re étape du Tour de l'Eure
  - 6e étape du Tour de l'Avenir
  - Paris-Auxerre
  - 2e du Tour de Franche-Comté
  - 2e du Tour de l'Eure
- 1994
  - 1re étape du Tour de Franche-Comté
  - Tour de Rhénanie-Palatinat
  - 2e du Grand Prix de Lillers

### Palmarès professionnel
- 1996
  - 4e étape du Grand Prix du Midi libre
- 1997
  - 5e étape du Tour de France
  - 2e du Grand Prix de Lillers
  - 3e du Tour du Limousin
- 1999
  - 1re étape du Circuit de la Sarthe
  - 3e du championnat de France sur route
- 2002
  - Grand Prix d'Isbergues
  - 5e étape des Quatre Jours de Dunkerque
  - 3e du Grand Prix de Fourmies
- 2003
  - 7e étape du Critérium du Dauphiné libéré
  - 2e étape du Tour du Limousin
  - Tour de Hesse :
    - Classement général
    - 1re étape

  - Paris-Corrèze :
    - Classement général
    - 2e étape

  - 2e du Mémorial Rik Van Steenbergen
  - 6e du Tour de Lombardie
- 2004
  - 4e étape du Tour de l'Ain
  - 4e étape du Tour du Limousin
  - 3e du Grand Prix de Chiasso
- 2005
  - 3e du Tour du Haut-Var
- 2006
  - Grand Prix d'Isbergues
- 2007
  - 10e étape du Tour de France
  - 2e du Grand Prix de Wallonie

### Résultats sur les grands tours

#### Tour de France
10 participations
Cédric Vasseur fait partie des coureurs ayant remporté au moins deux étapes du Tour de France sur plus de dix années.
- 1996 : 69e du classement général
- 1997 : 40e du classement général, vainqueur de la 5e étape (Chantonnay - La Châtre),  maillot jaune pendant 5 jours
- 1998 : 24e du classement général
- 1999 : 83e du classement général
- 2000 : 52e du classement général
- 2002 : 55e du classement général
- 2003 : 97e du classement général
- 2005 : 44e du classement général
- 2006 : 95e du classement général
- 2007 : 55e du classement général, vainqueur de la 10e étape  (Tallard - Marseille)

#### Tour d'Italie
1 participation
- 2005 : 54e du classement général

#### Tour d'Espagne
4 participations
- 1995 : 69e du classement général
- 1997 : 45e du classement général
- 1998 : abandon
- 2004 : 36e du classement général

### Classements mondiaux
Cédric Vasseur a été classé au mieux 39e en fin d'année au classement UCI en 1997.
| Année              | 1994 | 1995 | 1996 | 1997 | 1998 | 1999 | 2000 | 2001 | 2002 | 2003 | 2004 | 2005 | 2006 | 2007 |
| ------------------ | ---- | ---- | ---- | ---- | ---- | ---- | ---- | ---- | ---- | ---- | ---- | ---- | ---- | ---- |
| Classement UCI     | ?    | 257e | 172e | 39e  | 153e | 105e | 585e | 276e | 73e  | 40e  | 195e |      |      |      |
| Classement ProTour |      |      |      |      |      |      |      |      |      |      |      | 160e | nc   | 98e  |